# Hyperacrius
Hyperacrius is een geslacht van zoogdieren uit de onderfamilie van de woelmuizen (Arvicolinae). De wetenschappelijke naam van het geslacht werd in 1896 gepubliceerd door Gerrit Smith Miller Jr..

## Soorten
Er worden 2 soorten in dit geslacht geplaatst:
- Hyperacrius fertilis (F. W. True, 1894)
- Hyperacrius wynnei (Blanford, 1881)